# 卡爾克里克鎮區 (堪薩斯州米切爾縣)
卡爾克里克鎮區（英語：Carr Creek Township）為美國堪薩斯州米切爾縣轄下的鎮區。2010年美国人口普查中該鎮區人口有17人。

## 地理
卡爾克里克鎮區涵蓋總面積為93.10平方（35.95平方英里），其中85.88平方（33.16平方英里）為陸地，7.22平方（2.79平方英里）或7.75%為水域。海拔高度452（1,483英尺）。

## 人口統計
根據2010年美國人口普查，卡爾克里克鎮區人口有17人，住房13戶，人口密度為0.18人/每平方公里。此鎮區居民之種族中，白人有17人，非裔美國人有0人，美洲原住民有0人，亞裔美國人有0人，太平洋島裔美國人有0人，其他種族有0人，混血種族則有0人。此外此鎮區有0人為西班牙裔或拉丁裔美國人。